# Дроздов, Николай Петрович (Герой Социалистического Труда)
Николай Петрович Дроздов (1923, село Миргородка — 21 августа 2007) — бригадир колхоза имени Тельмана Бурлинского района Уральской области Казахской ССР. Герой Социалистического Труда (1971).

## Биография
Родился в 1923 году в крестьянской семье в селе Миргородка (сегодня — Бурлинский район). До 1941 года трудился колхозником. 
В 1942 году был призван на фронт. 
В 1947 году демобилизовался и возвратился в Уральскую область, где стал работать в колхозе имени Тельмана Бурлинского района. Окончил сельскохозяйственный техникум, работал агрономом в колхозе имени Тельмана. 
В 1955 году был назначен бригадиром комплексной бригады.
Будучи бригадиром, внедрял передовые агрономические и зоотехнические методы. Бригада под руководством Николая Дроздова ежегодно перевыполняла план по сбору зерновых, выращиванию ягнят и настригу шерсти и неоднократно становилась победителем социалистического соревнования. За годы 8-й пятилетки ежегодный сбор зерновых составил в среднем по 17,8 центнеров зерновых с каждого гектара. Бригада собрала 195703 центнера зерновых при плане 109167 центнеров. Обслуживая отару численностью 4500 овец, бригада настригла в среднем по 4,2 килограмма с каждой овцы при плане в 3,7 килограмм. От каждой сотни овцематок было получено в среднем по 102 ягнёнка при плане в 94. 
В 1970 году бригада получила переходящее Красное Знамя.
Указом Президиума Верховного Совета СССР от 8 апреля 1971 год за выдающиеся успехи, достигнутые в развитии сельскохозяйственного производства и выполнении пятилетнего плана продажи государству продуктов земледелия и животноводства удостоен звания Героя Социалистического Труда с вручением ордена Ленина и золотой медали «Серп и Молот».
Умер 21 августа 2007 года.

## Награды
- Герой Социалистического Труда — указом Президиума Верховного Совета СССР от 8 апреля 1971 года
- Орден Ленина